# 德布罗意方程组
德布羅意方程組是描述物質波的方程組，其描述了波长 {\displaystyle \lambda } 与动量 {\displaystyle p}、频率 {\displaystyle \nu } 与总能 {\displaystyle E} 之间的关系。

路易·德布羅意受光的波粒二象性启发，认为微观粒子也有波粒二象性。描述波的物理量为频率、波长；而描述粒子的物理量为能量、动量，德布罗意方程便将这两组物理量联系在一起。

## 德布罗意方程组 （The de Broglie Relations）
德布罗意方程組：

{\displaystyle p=\hbar k}

{\displaystyle E=\hbar \omega }

其中

{\displaystyle \hbar =h/2\pi } 為約化普朗克常數

{\displaystyle k} 為波数

{\displaystyle \omega =2\pi \nu } 為角频率

於是可以得到另一种表示方式：

{\displaystyle p=h/\lambda }

{\displaystyle E=h\nu }

## 方程推导
本段落描述的推导是诸多合法的推导的其中一种，它以质能方程和普朗克關係式为基础，进行替换和变形得到结果。

首先，引入爱因斯坦的质能方程：
{\displaystyle E=mc^{2}}
然后，引入普朗克關係式：

{\displaystyle E=h\nu }

德布罗意認為粒子与波具有相同的特性（即在物质世界的量化描述中二者可以被视作是同一的），所以他假设二者的效能是等同的：

{\displaystyle mc^{2}=h\nu }

由于实际粒子并非以真空光速游动，所以德布罗意用 v 代替 c (光速)，得到

{\displaystyle mv^{2}=h\nu }

代入 {\displaystyle v/\lambda =\nu }，得到：

{\displaystyle mv^{2}=hv/\lambda }

这便是為波长与粒子速度的关系式。

于是有：

{\displaystyle \lambda =hv/mv^{2}=h/mv=h/p}

因此得出：

{\displaystyle p=h/\lambda }

## 低速近似
上述推导是普适的（理论上的），然而在微观低速的情况下，人们难以直接得到微粒的动量，因此也难得微粒的德布罗意波长λ。

幸运的是，我们可知在低速条件下有E=p2/2m，

所以此时德布罗意波长可以由动能和微粒质量表示出

λ={\displaystyle {{h} \over {p}}}={\displaystyle {{h} \over {\sqrt {2mE}}}}